# Golfo de Riga
El golfo de Riga (o bahía de Riga; en letón Rīgas jūras līcis, en estonio Liivi Laht) es un golfo del mar Báltico situado entre Letonia y Estonia.
El área del golfo de Riga es de cerca de 18 000 km². La profundidad máxima es de 54 m. La isla de Saaremaa (Estonia) lo separa parcialmente del resto del mar Báltico. La principal salida del golfo es el estrecho de Irbe. La isla de Ruhnu, en el medio del golfo, también pertenece a Estonia.
Las ciudades más importantes situadas en este golfo son, entre otras, Riga y Pärnu. Los ríos principales que desembocan en el golfo son el Daugava, el Lielupe, el Gauja, y el Salaca.
- Datos: Q174731
- Multimedia: Gulf of Riga / Q174731